# 盜賊門
《盜賊門》（韓語：도둑들），又譯《十盜》、《盜賊同盟》、《奪寶聯盟》等，是一部於2012年上映的韓國電影。由執導《老千》及《田禹治》的崔東勳執導，韓國和香港多位重量級明星攜手合作打造，從制作階段開始就備受矚目。上映前已經將版權出售給馬來西亞、印度尼西亞、中國大陸及泰國等8個國家和地區。
本片故事為，韓國五位知名的大盜，聽從前老大提議，和四個知名的華人盜賊聯手竊取稀世鑽石「太陽之淚」的故事。中、韓两组人马表面上是“同盟”，但暗地裏却为了独占钻石而勾心斗角。因劇情精彩、緊湊，被譽為韓國版的。

## 劇情介紹
轰动全球并且价值高达300亿的钻石「太陽之淚」惊现澳門，因神秘人物委托混迹赌场的盗贼Macau Park（金允錫飾）组织人员侵入赌场金库，盗取钻石，事成之后将获得丰厚报酬。因此，Macau Park从韩国网罗了当年被他背叛的伙伴Popeye（李政宰飾）、Pepsi（金惠秀飾）、Anycall（全智賢飾）、Zampano（金秀賢飾）、Gum（金海淑飾），以及中国方面的Chen（任達華飾）、Andrew（吳達庶飾）、Julie（李心潔飾）、Johny（曾國祥飾）等人。其间包括偷盗、绳索、路线、演技等各方面高手，实可谓一次强强联合。在Macau Park周密策划下，偷盗行动有条不紊地展开。在此过程中两方人马暗暗较劲又相互帮衬配合，紧张有趣而意外迭出，上演了一出中韩盗贼大比拼。

## 演員陣容

### 主演
| 演員   | 角色              | 台灣配音 | 台灣配音 | 香港配音 | 香港配音       |
| 演員   | 角色              | 東森     | 緯來     | 影碟版   | TVB版          |
| 金允錫 | Macao Park 朴澳門 | 魏伯勤   | 吳文民   | 高翰文   | 潘文柏         |
| 金惠秀 | Pepsee 佩希       | 馮友薇   | 詹雅菁   | 潘芳芳   | 陸惠玲         |
| 李政宰 | Popie 卜派        | 宋克軍   | 宋克軍   | 關信培   | 陳欣           |
| 全智賢 | Yenicall 晏妮可   | 魏晶琦   | 魏晶琦   |          | 鄭麗麗         |
| 金海淑 | Chewingum 橡皮糖  | 汪世瑋   | 馮友薇   |          | 林丹鳳         |
| 金秀賢 | Zampano 詹帕諾    | 李世揚   | 李世揚   |          | 張裕東         |
| 吳達庶 | Andrew 安德魯     | 曹冀魯   | 曹冀魯   | 黃文偉   | 葉振聲         |
| 任達華 | Chen 陳           | 康殿宏   | 宋克軍   |          | 原音           |
| 曾國祥 | Johnny 強尼       | 符爽     | 翁瑞陽   |          | 李鎮然         |
| 李心潔 | Julie 茱莉        | 楊凱凱   | 林慕青   |          | 柚子蜜（部分） |

### 其他演員
- 朱鎮模 飾 班長（台灣配音：吳文民（緯來）；香港配音：陳永信（TVB））
- 基國瑞 飾 魏宏（台灣配音：曹冀魯（緯來））
- 崔德文 飾 賭場經理（台灣配音：吳文民（東森）／翁瑞陽（緯來））
- 蔡國熙 飾 騙子（台灣配音：蘇肇樺（東森）／馮友薇（緯來）；香港配音：梁少霞（TVB））
- 藝秀晶 飾 Tiffany 蒂芬妮（台灣配音：蘇肇樺（東森））
- 鄭恕峰 飾 路人

### 特別出演
- 申河均 飾 李賀振（美術館長）（台灣配音：吳文民（東森）／李世揚（緯來）；香港配音：蘇強文（TVB））

## 票房

### 
首映觀眾人數達到43萬6628名，創下韓國電影史上最高的首映票房紀錄。之前保持該紀錄的是2006年上映的《駭人怪物》39萬5951名。8月22日，電影上映第22天票房突破1000萬人次，繼2009年《海雲臺》後，時隔3年再次創下票房突破千萬大關的韓國電影，成為韓國電影中第6部超過千萬票房的作品。最終觀影人次為12,983,330人次。

## 提名及獲獎列表
| 年份 | 颁奖礼                       | 奖项                     | 入围者         | 结果 |
| ---- | ---------------------------- | ------------------------ | -------------- | ---- |
| 2012 | 第37屆多倫多國際電影節       | 現代世界電影單元展映     | 《盜賊同盟》   | 獲獎 |
| 2012 | 第17屆釜山國際電影節         | Open Cinema單元展映      | 《盜賊同盟》   | 獲獎 |
| 2012 | 第21屆釜日電影獎             | 最佳導演獎               | 崔東勳         | 提名 |
| 2012 | 第21屆釜日電影獎             | 最佳女配角獎             | 金海淑         | 提名 |
| 2012 | 第21屆釜日電影獎             | 男子新人演技獎           | 金秀賢         | 提名 |
| 2012 | 第21屆釜日電影獎             | 最佳攝影獎               | 崔英煥         | 獲獎 |
| 2012 | 第21屆釜日電影獎             | 最佳美術/技術獎          | 李河俊         | 獲獎 |
| 2012 | 第21屆釜日電影獎             | 釜日讀者評審團獎         | 《盜賊同盟》   | 獲獎 |
| 2012 | 第45屆西班牙錫切斯奇幻電影節 | Casa Asia單元展映        | 《盜賊同盟》   | 獲獎 |
| 2012 | 第32屆夏威夷國際電影節       | 觀眾評選最佳影片獎       | 《盜賊同盟》   | 獲獎 |
| 2012 | 第21屆費城國際電影節         | World Narratives單元展映 | 《盜賊同盟》   | 獲獎 |
| 2012 | 第7屆倫敦韓國電影節          | 開幕影片                 | 《盜賊同盟》   | 獲獎 |
| 2012 | 第7屆巴黎韓國電影節          | 閉幕影片                 | 《盜賊同盟》   | 獲獎 |
| 2012 | 第49屆韓國電影大鐘獎         | 最佳導演獎               | 崔東勛         | 提名 |
| 2012 | 第49屆韓國電影大鐘獎         | 最佳女配角獎             | 金海淑         | 獲獎 |
| 2012 | 第49屆韓國電影大鐘獎         | 最佳攝影獎               | 崔英煥         | 提名 |
| 2012 | 第49屆韓國電影大鐘獎         | 最佳剪輯獎               | 申敏璟         | 提名 |
| 2012 | 第49屆韓國電影大鐘獎         | 最佳照明奖               | 金成冠         | 提名 |
| 2012 | 第32屆韩国电影评论家协会奖   | 最佳攝影獎               | 崔英煥         | 獲獎 |
| 2012 | 第33屆韓國青龍電影節         | 最佳影片獎               | 《盜賊同盟》   | 提名 |
| 2012 | 第33屆韓國青龍電影節         | 最佳導演獎               | 崔東勛         | 提名 |
| 2012 | 第33屆韓國青龍電影節         | 最佳劇本獎               | 崔東勛         | 提名 |
| 2012 | 第33屆韓國青龍電影節         | 最佳女配角獎             | 金海淑         | 提名 |
| 2012 | 第33屆韓國青龍電影節         | 新人男演員獎             | 金秀賢         | 提名 |
| 2012 | 第33屆韓國青龍電影節         | 最佳攝影獎               | 崔英煥         | 提名 |
| 2012 | 第33屆韓國青龍電影節         | 最佳照明奖               | 金成冠         | 提名 |
| 2012 | 第33屆韓國青龍電影節         | 最佳技術獎               | 劉尚燮、鄭允憲 | 獲獎 |
| 2012 | 第33屆韓國青龍電影節         | 人氣明星獎               | 金秀賢         | 獲獎 |
| 2012 | 第33屆韓國青龍電影節         | 最高觀影人數影片獎       | 《盜賊同盟》   | 獲獎 |
| 2012 | 第12屆韓國青少年電影節       | 人氣新人演員獎           | 金秀賢         | 獲獎 |
| 2012 | 第20屆韓國文化演藝大獎       | 大賞                     | 金倫奭         | 獲獎 |
| 2012 | 第20屆韓國文化演藝大獎       | 最佳影片獎               | 《盜賊同盟》   | 獲獎 |
| 2012 | 第20屆韓國文化演藝大獎       | 女子最優秀演技獎         | 金惠秀         | 獲獎 |
| 2012 | 第13屆年度女性電影人獎       | 最佳製片人獎             | 安秀賢         | 獲獎 |
| 2013 | 第4屆KOFRA電影獎             | 最佳女配角獎             | 金海淑         | 提名 |
| 2013 | 第7屆亞洲電影大獎            | 最佳女配角獎             | 全智賢         | 提名 |
| 2013 | 第7屆亞洲電影大獎            | 最佳女配角獎             | 金海淑         | 提名 |
| 2013 | 第7屆亞洲電影大獎            | 最佳攝影獎               | 崔英煥         | 提名 |
| 2013 | 第7屆亞洲電影大獎            | 最佳剪輯獎               | 申敏璟         | 提名 |
| 2013 | 第49屆百想藝術大賞           | 最佳導演獎               | 崔東勛         | 提名 |
| 2013 | 第49屆百想藝術大賞           | 女子助演獎               | 全智賢         | 提名 |
| 2013 | 第49屆百想藝術大賞           | 男子人氣獎               | 金倫奭         | 提名 |
| 2013 | 第49屆百想藝術大賞           | 男子人氣獎               | 金秀賢         | 提名 |
| 2013 | 第49屆百想藝術大賞           | 女子人氣獎               | 全智賢         | 提名 |

## 外部連結
- NAVER電影 （页面存档备份，存于）
- 官方网站
- 豆瓣电影上《盜賊門》的資料 （简体中文）